# Даблин (Индијана)
Даблин (енгл. Dublin) град је у америчкој савезној држави Индијана.

## Демографија
По попису из 2010. године број становника је 790, што је 93 (13,3%) становника више него 2000. године.
| Група             | 2000.       | 2010.       |
| Белци             | 689 (98,9%) | 767 (97,1%) |
| Афроамериканци    | 0 (0,0%)    | 2 (0,3%)    |
| Азијати           | 1 (0,1%)    | 4 (0,5%)    |
| Хиспаноамериканци | 4 (0,6%)    | 7 (0,9%)    |
| Укупно            | 697         | 790         |